# A Közép-afrikai Köztársaság hadereje
A közép-afrikai fegyveres erők (angolul: Central African Armed Forces, franciául: Forces armées centrafricaines) a szárazföldi erőkből, és a légierőből áll, és a Közép-afrikai Köztársaság 1960-ban kivívott függetlenségénél jött létre.

## Általános adatok
- Alapítása:1960
- Parancsnok: François Bozizé
- Teljes személyi állomány: 4500 fő
- Költségvetés: 15.5 millió (2004) a GDP 1,1%-a

## Felszerelés

### Szárazföldi eszközök
- 4 db T–55 (működésük bizonytalan)
- 8 db Ferret (működésük bizonytalan)
- 1 db BRDM–2 (működésük bizonytalan)
- 10 db VAB-VTT (működésük bizonytalan)
- 4 db BTR–152 (működésük bizonytalan)
- 25 db ACMAT
- 3 db OT-90

### Légierő
- 6 db Aermacchi AL-60
- 2 db Britten-Norman BN–2 Islander
- 1 db Eurocopter AS 350 Écureuil (1987-ben Franciaországtól kapott.)

## Fordítás
- Ez a szócikk részben vagy egészben  a   Central African Armed Forces című angol Wikipédia-szócikk fordításán alapul.  Az eredeti cikk szerkesztőit annak laptörténete sorolja fel. Ez a jelzés csupán a megfogalmazás eredetét és a szerzői jogokat jelzi, nem szolgál a cikkben szereplő információk forrásmegjelöléseként.
- Ez a szócikk részben vagy egészben  a   Central African Republic Air Force című angol Wikipédia-szócikk fordításán alapul.  Az eredeti cikk szerkesztőit annak laptörténete sorolja fel. Ez a jelzés csupán a megfogalmazás eredetét és a szerzői jogokat jelzi, nem szolgál a cikkben szereplő információk forrásmegjelöléseként.